# Cintura asteroidale

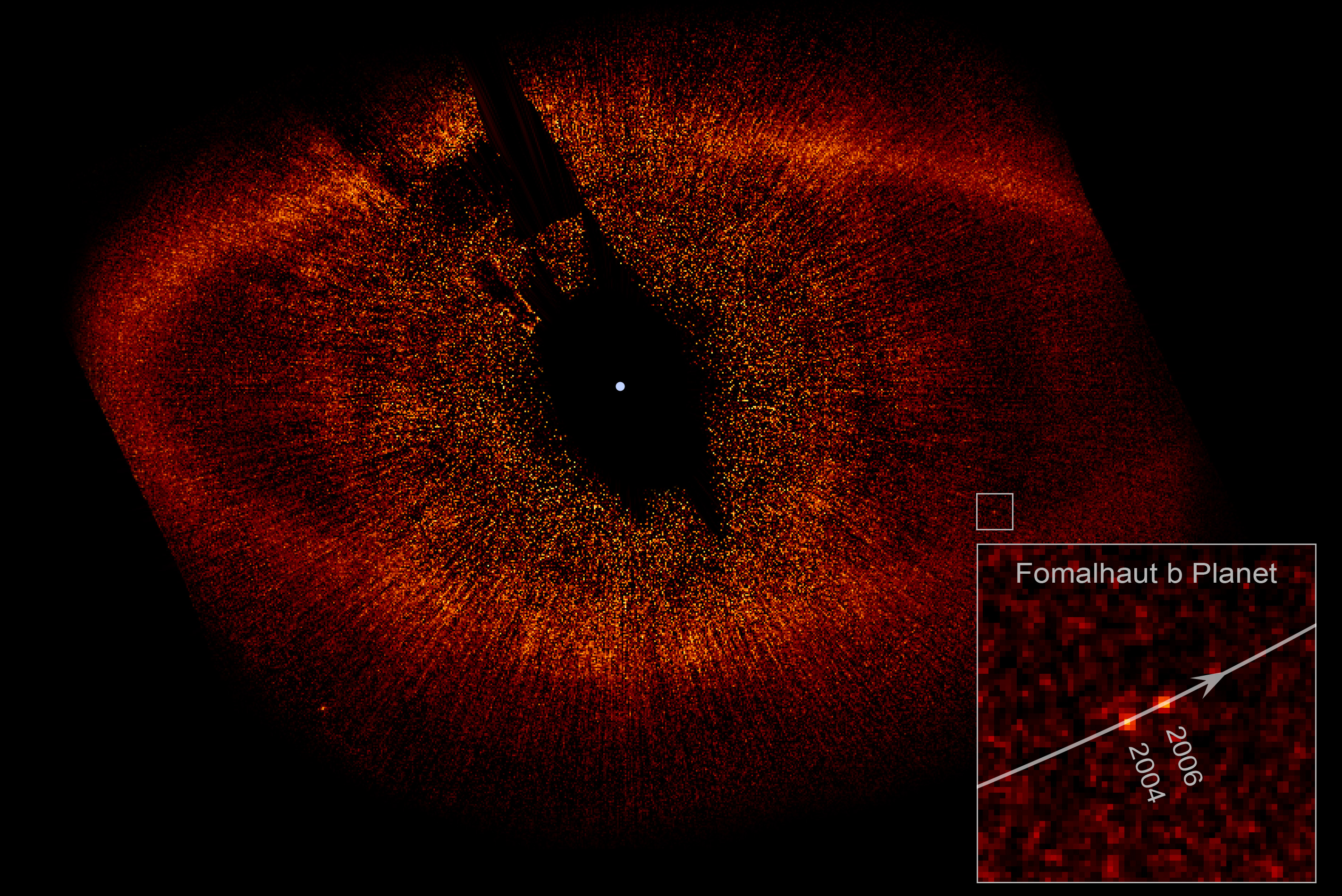
Immagine ripresa dal telescopio spaziale Hubble della cintura asteroidale che circonda la stella Fomalhaut. Lungo il bordo interno della cintura è stato individuato un pianeta (nel riquadro).

In astronomia si definisce fascia o cintura asteroidale una regione di un sistema planetario ricca di asteroidi caratterizzati da parametri orbitali simili. Il termine è talvolta impropriamente utilizzato, per antonomasia, per designare la fascia asteroidale più rilevante del sistema solare, la fascia principale, compresa fra le orbite di Marte e Giove. Il nostro sistema planetario ospita anche una seconda cintura di asteroidi, la fascia di Edgeworth-Kuiper, localizzata al di là dell'orbita di Nettuno.
Numerose strutture di questo tipo sono state individuate in orbita attorno a stelle in diversi stadi evolutivi, persino attorno a nane bianche e stelle di neutroni.
Tali formazioni possono costituire una fase della formazione di un sistema planetario, successiva a quella di disco protoplanetario; possono inoltre prodursi e mantenersi in seguito alle collisioni tra planetesimi, il che giustifica anche il fatto che spesso ci si riferisca a queste strutture, soprattutto nella letteratura astronomica anglosassone, come dischi di detriti (in inglese debris disks). Tali strutture si evidenziano spesso come un eccesso di emissione luminosa alle lunghezze d'onda dell'infrarosso; si ritiene che tale eccesso sia dovuto ad un assorbimento della radiazione stellare da parte delle componenti del disco, che, riscaldandosi, riemettono parte della radiazione assorbita sotto forma di infrarossi.
Molte delle cinture note al di fuori del sistema solare possiedono raggi compresi tra 10 e 100 UA, motivo per il quale sono considerate analoghe alla cintura di Kuiper del sistema solare, pur essendo spesso più massicce. Alcune di queste possiedono una componente più calda situata entro 10 UA dalla stella; a questa componente ci si riferisce spesso come polvere esozodiacale, in analogia con la polvere zodiacale del sistema solare.

## Storia delle osservazioni

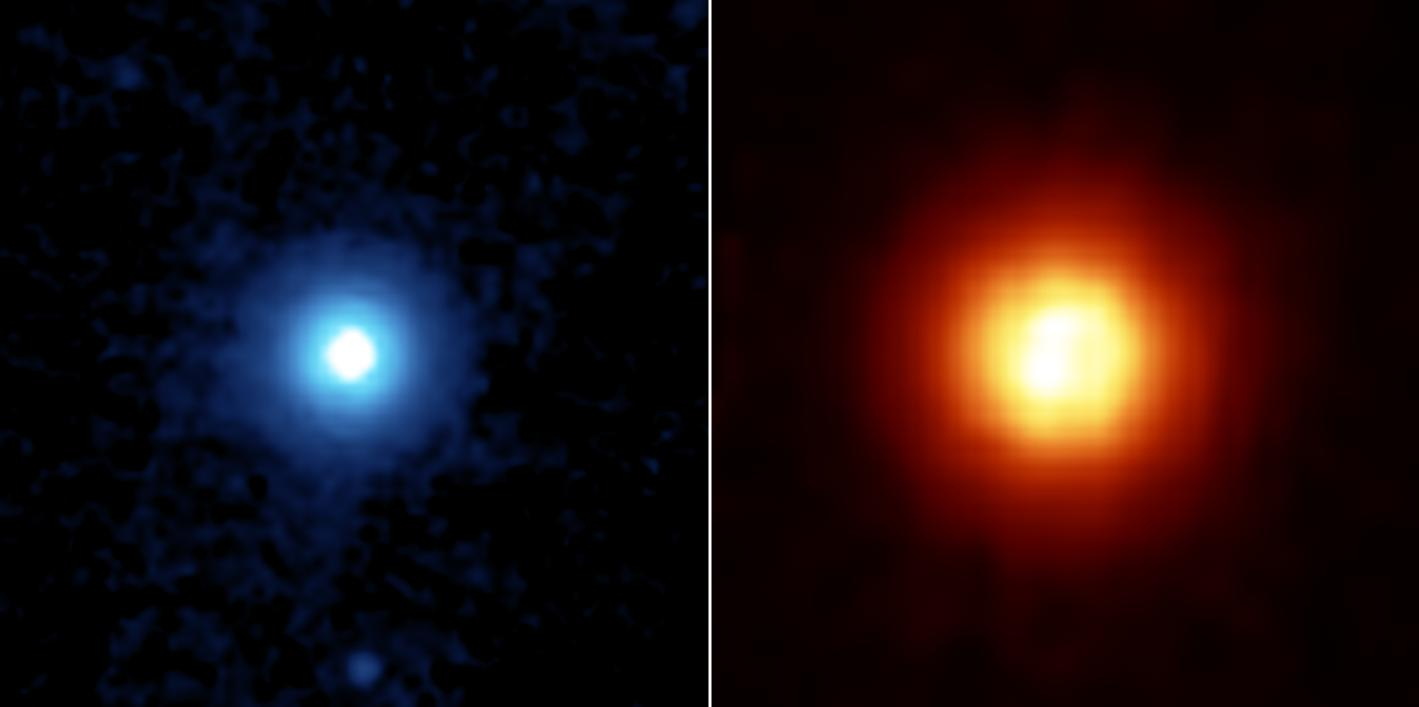
Vega osservata nell'infrarosso a λ=24 µm (sinistra) e λ=70 µm (destra). NASA, SST

Il primo disco di detriti fu individuato nel 1984 attorno alla stella Vega analizzando i dati raccolti dal satellite IRAS. Ritenuto inizialmente un disco protoplanetario, si è visto in seguito che si trattava di un vero e proprio disco di detriti per via dell'assenza di gas e per l'età non più giovanissima della stella. Successivamente sono state riscontrate delle irregolarità all'interno della cintura, che potrebbero indicare la presenza di eventuali pianeti. Scoperte analoghe furono fatte attorno alle stelle Fomalhaut e β Pictoris.
È stata ipotizzata la presenza di una cintura asteroidale anche attorno alla vicina stella 55 Cancri, attorno a cui orbitano almeno cinque pianeti; tale dato non è stato però confermato dalle successive osservazioni.
Alcune perturbazioni riscontrate nel disco orbitante attorno ad ε Eridani sarebbero imputabili ad almeno un oggetto di massa planetaria.

## Dinamiche interne
Un tipico disco di detriti contiene vasti frammenti di roccia immersi in un mezzo costituito da piccoli grani di polvere dalle dimensioni comprese tra 1 e 100 μm. Le ripetute collisioni determinano una frammentazione di queste polveri fino a dimensioni submicrometriche, il che ne determina l'allontanamento dal sistema a causa della pressione di radiazione della stella madre. In cinture molto tenui, come quelle del sistema solare, può avvenire il fenomeno opposto, dal momento che l'effetto Poynting-Robertson determina lo spiraleggiare delle polveri verso le regioni interne del sistema. Entrambi i processi, comunque, limiterebbero l'esistenza del disco a 10 milioni di anni o meno; pertanto, perché il disco possa mantenersi intatto, è necessario che le polveri perdute siano continuamente rimpiazzate da polveri nuove. Questo può accadere, ad esempio, tramite molteplici urti tra i corpi di dimensioni maggiori. Perché questo si verifichi è necessario che i corpi subiscano continuamente delle perturbazioni gravitazionali sufficienti a creare delle velocità d'urto relativamente elevate. Una possibile fonte di tali perturbazioni è costituita dalla presenza di un sistema planetario, dalla presenza di una stella compagna in un sistema binario oppure dall'incontro ravvicinato con un'altra stella.

## Cinture asteroidali conosciute
Sono oltre 900 le stelle, oltre al Sole, che potrebbero ospitare in orbita una cintura asteroidale o un disco di detriti; tra queste:
| Stella           | Classe spettrale | Distanza (a.l.) | Semiasse maggiore (UA) |
| ---------------- | ---------------- | --------------- | ---------------------- |
| ε Eridani        | K2V              | 10,5            | 35–75                  |
| τ Ceti           | G8V              | 11,9            | 35–50                  |
| Vega             | A0V              | 25              | 86–200                 |
| Fomalhaut        | A3V              | 25              | 133–158                |
| 51 Ophiuchi      | B9               | 131             | 0,5–1200               |
| AU Microscopii   | M1Ve             | 33              | 50–150                 |
| HD 69830         | K0V              | 41              | <1                     |
| 55 Cancri A      | G8V              | 41              | 27–50                  |
| π1 Ursae Majoris | G1.5Vb           | 46,5            | ?                      |
| HD 207129        | G0V              | 52              | 148–178                |
| HD 139664        | F5IV-V           | 57              | 60–109                 |
| η Cor            | F2V              | 59              | 100–150                |
| HD 53143         | K1V              | 60              | ?                      |
| β Pictoris       | A6V              | 63              | 25–550                 |
| ζ Leporis        | A2Vann           | 70              | 2–8                    |
| HD 92945         | K1V              | 72              | 45–175                 |
| HD 107146        | G2V              | 88              | 130                    |
| HR 8799          | A5V              | 129             | 75                     |
| HD 12039         | G3-5V            | 137             | 5                      |
| HD 98800         | K5e (?)          | 150             | 1                      |
| HD 15115         | F2V              | 150             | 315–550                |
| HR 4796 A        | A0V              | 220             | 200                    |
| HD 141569        | B9.5e            | 320             | 400                    |
| HD 113766 A      | F4V              | 430             | 0,35–5,8               |

I semiassi maggiori riportati sono valori medi basati sull'osservazione diretta o ricavati dalla temperatura della fascia.